# Патапско (река)

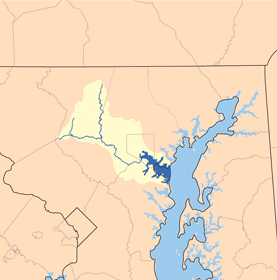
Водосборный бассейн реки Патапско

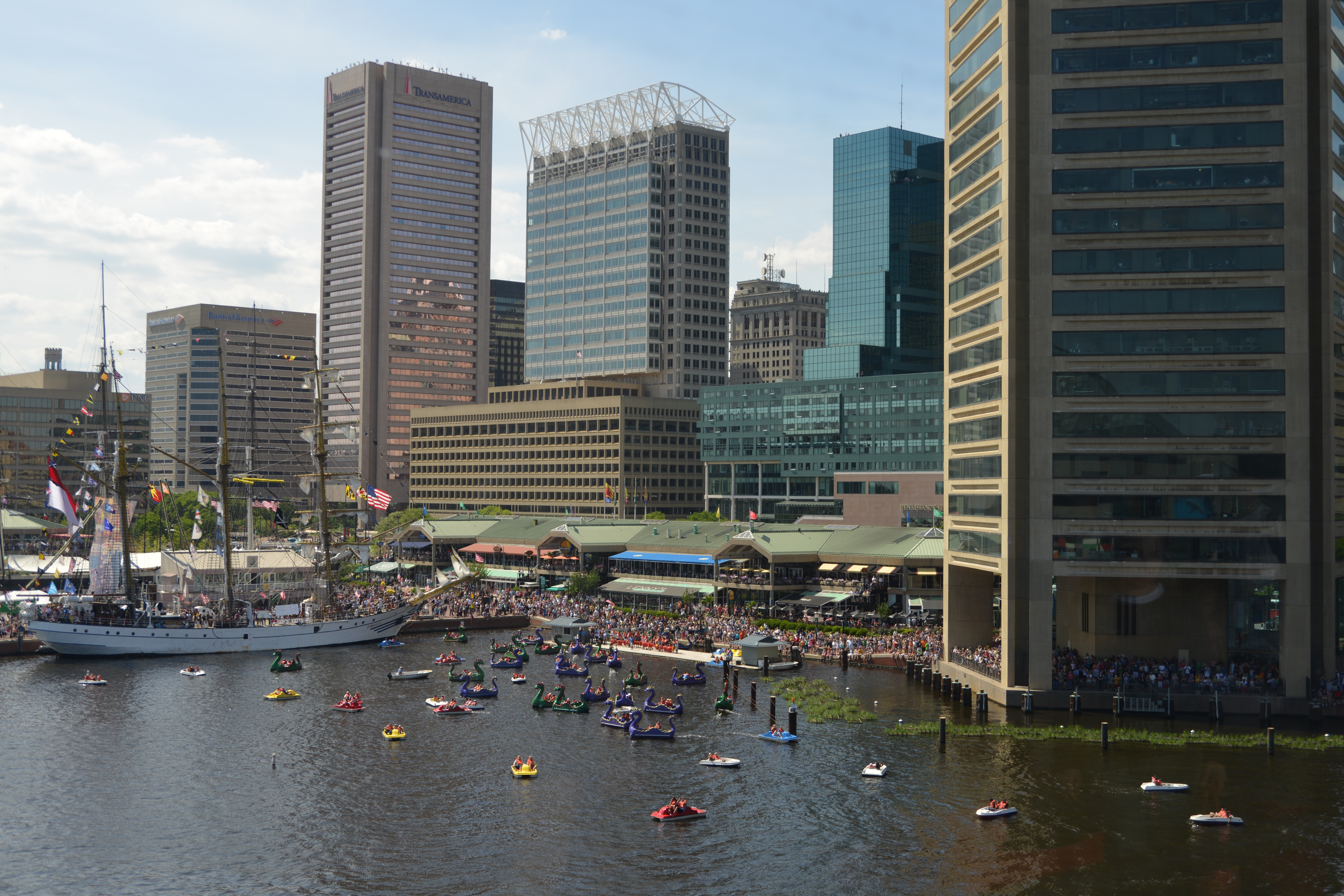
Вид на Внутреннюю гавань из Балтиморского аквариума

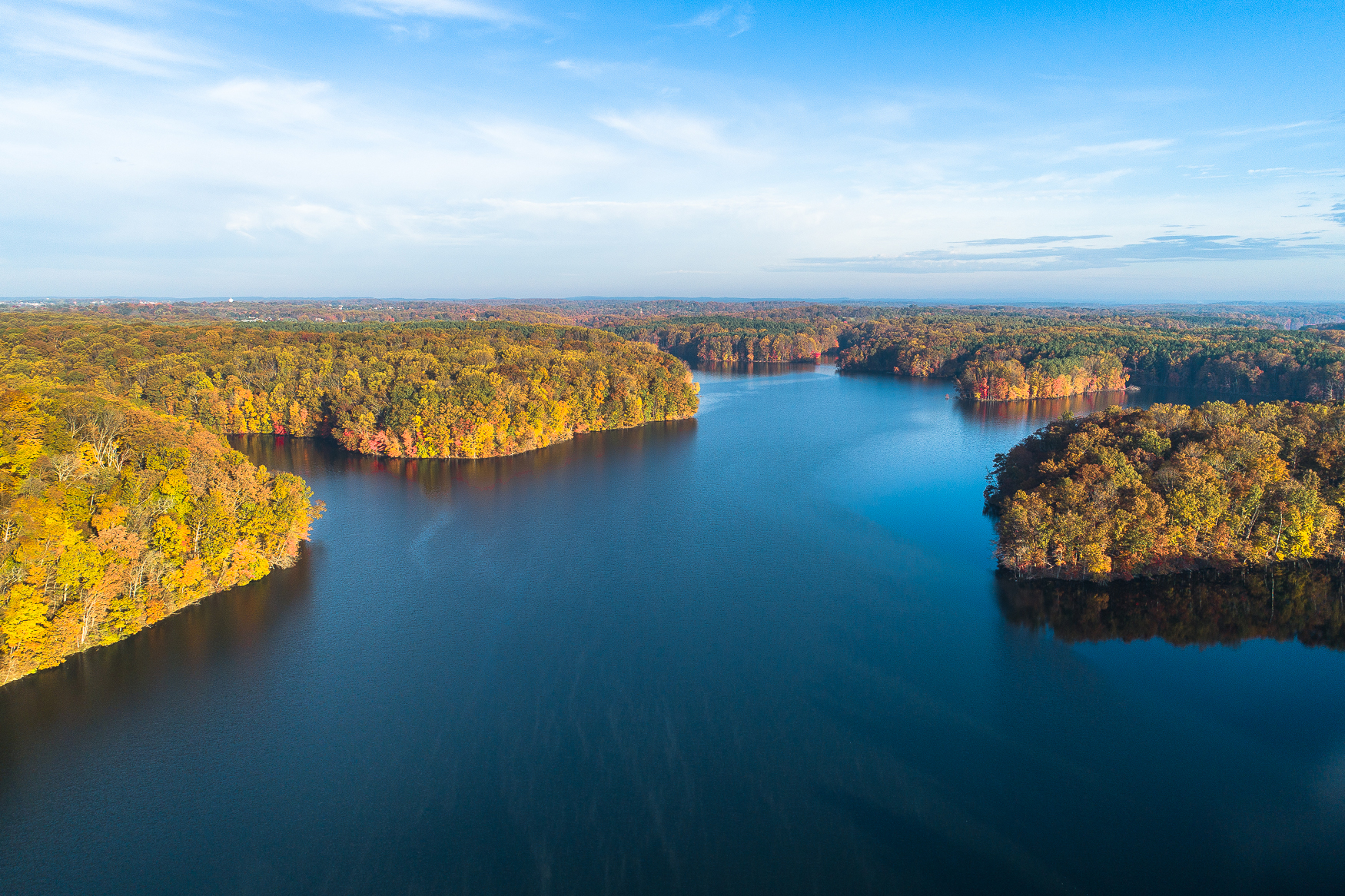
Водохранилище Либерти

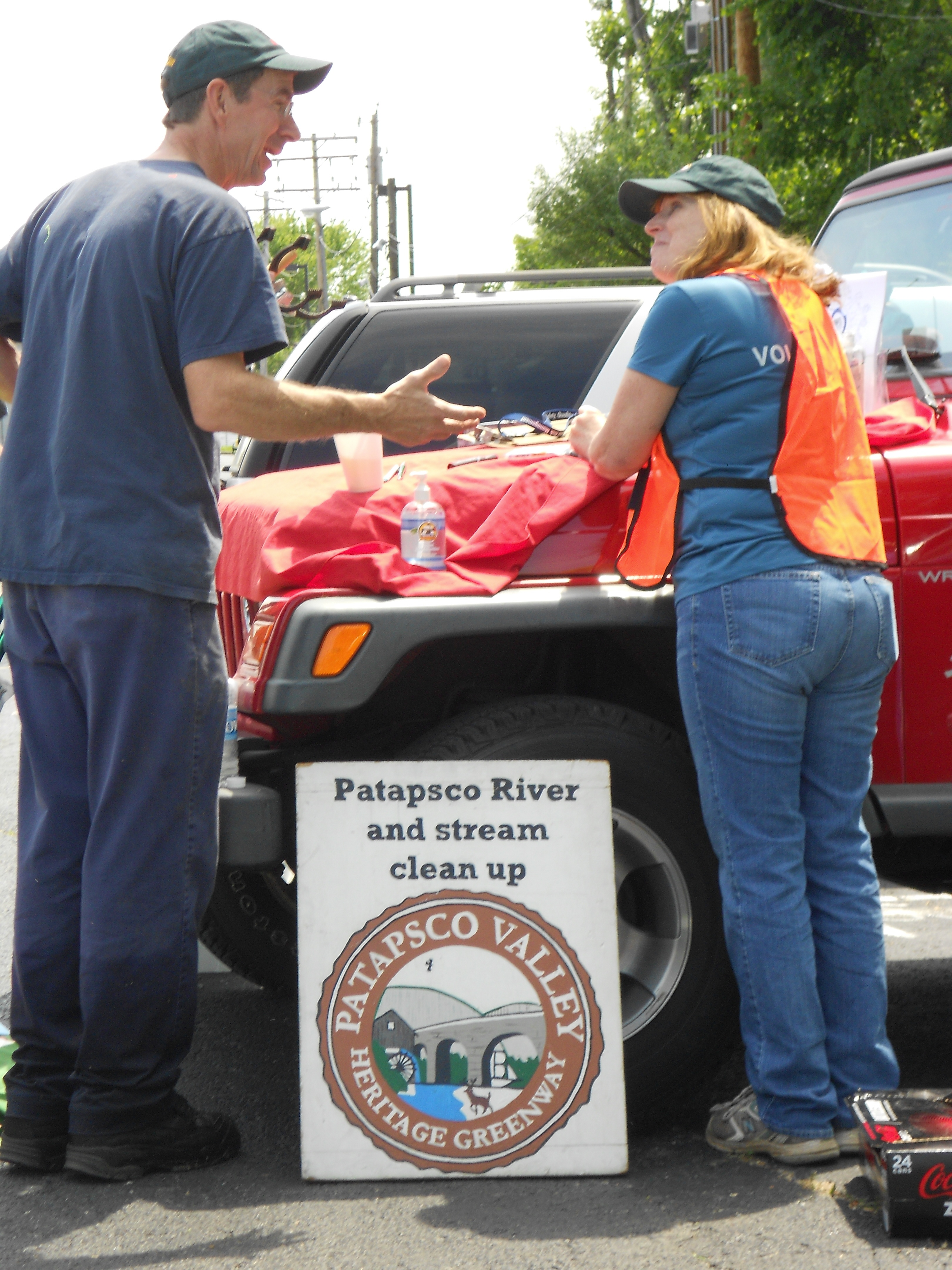
Добровольцы на уборке реки Херберт-Ран, притока Патапско, протекающего через Арбьютус штата Мэриленд

Патапско (англ. Patapsco) — река в Северной Америке. Основное русло длиной 39 миль (63 км) в центральном Мэриленде (штат Соединённых Штатов Америки) впадает в Чесапикский залив. Приливная часть реки образует гавань города Балтимора. Патапско со своим южным ответвлением образует северную границу округа Хауард штата Мэриленд. Название «Patapsko» происходит от алгонкинского слова pota-psk-ut, что переводится как «заводь» или «прилив, покрытый пеной».